# Mughni-Evangeliar

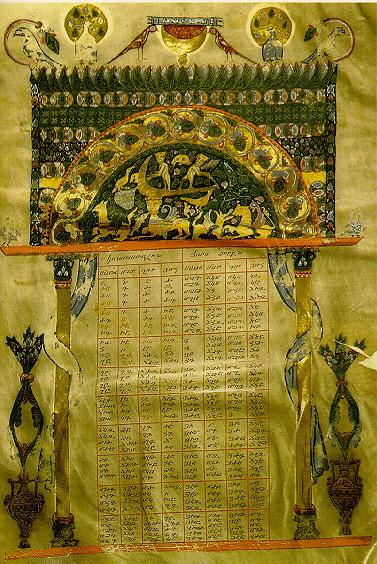
Eine Textseite des Mughni-Evangeliars

Das Mughni-Evangeliar, auch Mugni-Evangeliar, ist ein im 11. Jahrhundert angefertigtes Evangeliar in Form eines armenischen illuminierten Buches, das in der Sammlung des Matenadaran in der armenischen Hauptstadt Jerewan unter der Nummer MS 7736 archiviert ist. Die Handschrift wurde von einem Schreiber namens Yovhannes kurz nach der Mitte des 11. Jahrhunderts im Nordwesten Armeniens abgeschrieben und illustriert und bis in die Gegenwart in der im 13. Jahrhundert gegründeten Kirche des heiligen Georg von Mughni in Tiflis aufbewahrt.
Der Name des Evangeliars hat nichts mit dem Dorf Mughni nördlich von Jerewan zu tun, in dessen Georgskloster ein anderes, 1498 angefertigtes Evangeliar verehrt wird, das ebenfalls zu den Beständen des Matenadaran gehört.

## Form
Handschriften genießen seit der Einführung der armenischen Schrift im 4. Jahrhundert eine enorme Wertschätzung bei den Armeniern. In frühchristlicher Zeit wurden die Bibel, liturgische Anweisungen und Texte der frühen Kirchenväter in altarmenischer Schrift aufgezeichnet und in Buchform überliefert. Wer eine der als wundertätig geltenden Handschriften kopierte oder eine Neufassung stiftete, erwarb sich religiöse Verdienste. Ein wesentlicher Bestandteil armenischer Handschriften ist das am Ende angefügte Kolophon (armenisch hischatakaran, „Gedächtnis“), in welchem der Schreiber detailliert Auskunft über seine Lebensumstände, Arbeitsweise und Auftraggeber gibt. Ein Kolophon ist seit der ältesten erhaltenen armenischen Handschrift, dem 877 datierten Lazarian-Evangeliar, in den meisten armenischen Handschriften vorhanden. Im Mughni-Evangeliar fehlt das Kolophon, weswegen über den Ort und die genaue Zeit seiner Herstellung nichts bekannt ist.
Das Mughni-Evangeliar ist in ausgezeichnetem Zustand überliefert. Es besteht aus 383 Blättern im Format 42 × 32,5 Zentimeter, die 1679 zwischen zwei Deckeln zu dem heute erhaltenen Buchblock gebunden wurden und so einen Kodex bilden. Die hölzernen Deckel sind mit rotem Samt überzogen und mit silbernen und vergoldeten Prägeplatten verziert. Darin befinden sich zehn Kanontafeln, elf Miniaturmalereien und vier Autorenbilder. Die Personen in den das gesamte Blattformat füllenden Miniaturen treten vor einer realistischen Landschaft im Hintergrund oder vor einer Gebäudekulisse auf. Die Farben sind überwiegend gelbbraun, blau und grün. Bäume und Vögel, wie sie in armenischen Manuskripten häufig vorkommen, symbolisieren den Garten, in dem Maria Magdalena dem wiederauferstandenen Jesus Christus begegnet, den sie für einen Gärtner hält. Zwischen realistisch dargestellten Blumen und Tieren kommen auch verschiedene Fabelwesen vor, die vermutlich den irdischen Garten zugleich als himmlischen Paradiesgarten erscheinen lassen sollten. Insgesamt wurden im Mughni-Evangeliar 34 reale und phantastische Tierarten gezählt.
Die Tafeln beginnen links mit einem Initial unter einer quer über das Blatt verlaufenden Zierleiste. Das Initial wird vom jeweiligen Evangelistensymbol in Gestalt eines Flügelwesens ornamental ausgeschmückt. In den Miniaturen wird in einzelnen Szenen das Leben Christi chronologisch nach der bildlichen Überlieferung in einer für die armenische Buchkunst des 11. Jahrhunderts typischen Darstellungsform erzählt. Ein naher Vorläufer ist das 989 in Bgheno-Noravank (Provinz Sjunik) hergestellte Etschmiadsin-Evangeliar. Spätere, auf das Mughni-Evangeliar bezugnehmende Handschriften sind das Evangeliar König Gagiks von Kars, entstanden zwischen 1045 und 1054, und eine nur teilweise erhaltene Handschrift aus dem Jahr 1053 (Matenadaran 3593).

## Inhalt

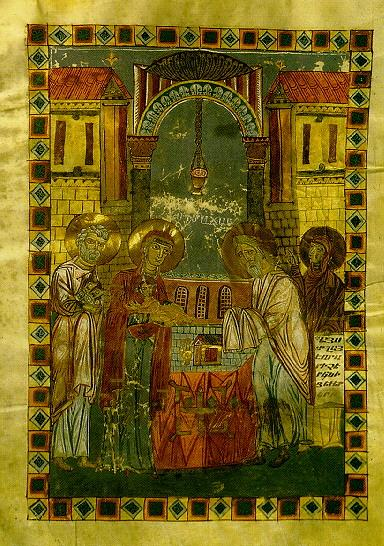
Darstellung des Herrn

Im 10. und 11. Jahrhundert wurden Evangeliare in Armenien in beträchtlicher Zahl angefertigt. Das Mughni-Evangeliar enthält einen kompletten Zyklus aus dem Leben Christi, wie er den zwölf großen Feiern der Orthodoxen Kirchen zugrunde liegt. Unter anderem gehören hierzu die Verkündigung des Herrn (der Engel Gabriel kündigt Maria die Geburt ihres Sohnes Jesus an), die Szene von Christi Geburt mit der Krippe, die Taufe Jesu, der Einzug von Jesus in Jerusalem auf einem Esel, das Abendmahl Jesu und die Kreuzigung Christi. Als Besonderheit dieser Handschrift gilt, dass die Auferstehung und die Höllenfahrt Christi fehlen.
Die in den Illustrationen dargestellten Szenen gehen auf die byzantinische Ikonografie und ferner auf griechische, ägyptische und persische Motive zurück. In den frühen armenischen Handschriften war etwa die ägyptische Fischfangszene auf dem Nil bei Hochwasser beliebt, mit Booten, Krokodilen, Fischen und Lotosblüten. Während diese Szene im Evangeliar der Königin Mlke von 862 noch lebhaft und verständnisvoll geschildert wird, erscheint sie im Mughni-Evangeliar blasser und weiter von der ursprünglichen direkten Anschauung entfernt.
Die Geburt des Jesuskindes wird in Blatt 12 auf eine ungewöhnlich strenge und beinahe mitleidslose Art dargestellt. Anstatt vor dem Lager ihres Sohnes zu knien und ihn mit dem Armen zu umfangen, liegt Maria daneben auf einem Bett und blickt in eine andere Richtung. Das Kind ist nicht in die übliche Krippe gebettet, sondern bildet erhöht auf einem Tisch liegend das Zentrum der Szene in der Höhle, in die von oben ein harter Lichtstrahl senkrecht herabfällt. Ein Ochse und ein Esel gehören bis heute selbstverständlich zu der Szene, obwohl sie in den Evangelien nicht vorkommen. Ihre Anwesenheit geht auf eine Prophetie des Jesaja zurück und wurde von den frühen Christen weitergepflegt als Sinnbild dafür, dass Jesus auch die niedrigsten der Geschöpfe bei sich willkommen heißt. Die Geburtsszene in der Mitte ist in drei Ebenen übereinander außen mit dem Besuch der Heiligen drei Könige und der Geschichte von der Verkündigung des Herrn verbunden. Die Figuren erscheinen in separaten Gruppen flächig und rot vor einem durchgängig blauen Hintergrund; eine gewisse Plastizität wird durch dunkle Faltenwürfe in den Kleidern erreicht. Die Flächen im Vordergrund sind mit einem dunklen Grün ausgefüllt.
Rechts unten sitzt eine alte Frau mit Jesus auf dem Schoß. Über ihrem Kopf ist der Name Eva geschrieben. Offensichtlich knüpfte der Maler an eine apokryphe Erzählung an, wonach Josef auf der Suche nach einer Hebamme war, als er der Frau auf der Straße begegnete. Sie stellte sich ihm als Eva vor und erklärte, sie sei hier, um Maria bei ihrer Geburt zu helfen.
Bei der Einführung Jesu in den Tempel (Darstellung des Herrn) rechts gegenüber in Blatt 13 sind die Figuren symmetrisch zu beiden Seiten des Altars angeordnet, über dem eine Lampe herabhängt. Anstelle der gewohnten Exedra ist im Hintergrund ein Ziborium aufgebaut, dem sich auf beiden Seiten Gebäude mit Mauerwerk und Fenstern anschließen. Der Gottessohn und Überbringer einer neuen Religion unterwirft sich zuvor dem alten Gesetz. Nicht nur die Komposition ist streng, auch die Figuren erscheinen unbeweglich und versteinert.